# Federazione calcistica delle Kiribati
L'Associazione calcistica delle Kiribati (in inglese Kiribati Islands Football Federation, acronimo KIFF) è l'ente che governa il calcio nelle Kiribati.
Fondata nel 1980, con il nome di Kiribati Islands Football Association (KIFA) fino al 2019, non è affiliata alla FIFA, ma è membro associato dell'OFC dal 2007. Controlla il campionato nazionale e la Nazionale del paese.

## Calciatori professionisti
| N. |                     | Ruolo | Calciatore      |
| -- | ------------------- | ----- | --------------- |
| 19 | Kiribati (bandiera) | C     | Lawrence Nemeia |